# Nicolas Franck
 (mai 2015).
Si vous disposez d'ouvrages ou d'articles de référence ou si vous connaissez des sites web de qualité traitant du thème abordé ici, merci de compléter l'article en donnant les références utiles à sa vérifiabilité et en les liant à la section « Notes et références ».
 (janvier 2019).
Pour les articles homonymes, voir Franck.
Nicolas Franck, né en 1968, est un psychiatre français, travaillant sur la schizophrénie et la réhabilitation psychosociale.

## Biographie
Nicolas Franck exerce depuis 1998 des fonctions d'enseignement à l'Université Lyon 1 et des fonctions cliniques au centre hospitalier Le Vinatier. Il est le chef du pôle Centre rive gauche, qui regroupe 3 services de secteur desservant un même territoire de santé (dans le cadre d'une gradation des soins, le premier d'entre eux propose des consultations, des activités thérapeutiques et une unité de soutien des aidants; le deuxième associe des équipes mobiles et un hôpital de jour; le troisième est consacré à l'hospitalisation à temps plein) et des structures de recours. Ces dernières comprennent le Centre référent lyonnais en réhabilitation et en remédiation cognitive (CL3R) qu'il a créé en 2011 et qui dispense des soins psychiatriques ambulatoires spécifiques - dont la remédiation cognitive - destinés à favoriser le rétablissement des personnes ayant des troubles psychiques en renforçant leur pouvoir de décision et d'action, le Centre ressource de réhabilitation psychosociale dont il est responsable depuis sa création en 2015, TS2A (service de réhabilitation psychosociale destinées aux personnes avec TSA) et PEPs (structure créée par Frédéric Haesebaert, prenant en charge les jeunes patients qui  présentent un premier épisode psychotique). Le Centre ressource de réhabilitation psychosociale est une structure non soignante à vocation nationale. Elle favorise le déploiement des outils et de la culture de la réhabilitation psychosociale et donne de la cohérence à l'action des centres de réhabilitation psychosociale français. Elle porte également une cohorte, propose des formations spécialisées et accueille le public au sein d'une bibliothèque physique et virtuelle,,,,.
Nicolas Franck s'est consacré à la structuration des soins de réhabilitation psychosociale et de remédiation cognitive, en favorisant le développement en réseau de centres spécialisés. Il a dirigé de 2003 à 2017 une équipe de recherche de l'Institut des sciences cognitives du CNRS (UMR 5229) se consacrant aux mécanismes neurocognitifs de la schizophrénie et aux applications thérapeutiques qui en découlent, dont la remédiation cognitive.
Nicolas Franck préside l'Association francophone de remédiation cognitive, qu'il a fondée en 2009. Il dirige les diplômes universitaires "Remédiation cognitive", "Psychoéducation" et "Pair-aidance en santé mentale", qu'il a créés à l'Université Lyon 1 à partir de 2009. Enfin, il est directeur scientifique de l'EMC-Psychiatrie depuis 2013.[réf. nécessaire]

## Publications

### Ouvrages
- La schizophrénie, la reconnaître et la soigner, Odile Jacob, 2006
- Entraînez et préservez votre cerveau, plus de vitalité cérébrale, Odile Jacob, 2013
- Schizophrénie, diagnostic et prise en charge avec Caroline Demily, Elsevier-Masson, 2013
- Prescrire les antipsychotiques avec Fabien Fromager et Florence Thibaut, Elsevier-Masson, 2015
- Covid-19 et détresse psychologique, 2020 l'odyssée du confinement, Odile Jacob, 2020
- Des soins porteurs d'espoir en psychiatrie, la réhabilitation psychosociale avec David Masson, Le Coudrier, 2021 (1ère édition), 2023 (2ème édition)
- Protéger sa santé mentale après la crise avec Frédéric Haesebaert, Odile Jacob, 2023

### Ouvrages collectifs
- Psychose, langage et action, avec Christian Hervé et Jacques Rozenberg, de Boeck, 2009
- Remédiation cognitive, Elsevier-Masson, 2012 (1ère édition), 2017 (2ème édition), 2023 (3ème édition)
- Cognition sociale et schizophrénie, Elsevier-Masson, 2014
- Outils de la réhabilitation psychosociale, Elsevier-Masson, 2016
- Traité de réhabilitation psychosociale, Elsevier-Masson, 2018
- Pair-aidance en santé mentale, avec Caroline Cellard, Elsevier-Masson, 2020